# Tinent
Tinent és el grau d'oficial subaltern de les forces armades de molts nacions, així com els serveis de bombers, serveis mèdics d'emergència, serveis de seguretat i cossos policials. Es immediatament inferior al de capità i immediatament superior al de sotstinent (o, en alguns casos, alferes). Per norma general el tinent comanda una secció.Dins l'escala de l'OTAN està classificat com a OF-1.
El rang en exèrcits i forces aèries sovint es subdivideix en subcategories d'antiguitat. En les marines de parla anglesa, els tinents són sovint equivalents al grau de capità de l'exèrcit; en altres marines, els tinents solen ser iguals als seus homòlegs de l'exèrcit.
El tinent també pot aparèixer com a part d'un títol utilitzat en diverses altres organitzacions amb una estructura de comandament codificada. Sovint designa algú que és " segon al comandament ", i com a tal, pot precedir el nom del rang directament a sobre. Per exemple, és probable que un "tinent mestre" sigui el segon al comandament del "mestre" en una organització que utilitza els dos rangs
Els usos polítics inclouen el tinent governador en diversos governs, com els representants virreials de la Corona a les províncies canadenques. Al Regne Unit, un Lord-lieutenant és el representant del sobirà en un comtat o àrea de tinent, mentre que un tinent adjunt és un dels diputats del lord tinent.

## Etimologia
La paraula tinent deriva del francès ; el lieu que significa "lloc" com en una posició; tenant significa "mantenir" com en "ostentar una posició"; per tant, un "tinent" és un marcador de posició per a un superior, durant la seva absència (compareu amb el llatí locum tenens).

## Grau militar

### Tinent
El grau superior de tinent és conegut com a primer tinent als Estats Units, i com a tinent al Regne Unit i a la resta del món de parla anglesa . Als països que no parlen anglès, el títol de grau es tradueix normalment com "tinent", però també es pot traduir com "primer tinent" o "tinent major". El rang segen de les Forces de Defensa d'Israel (סגן) es tradueix literalment com a "diputat", que equival a un tinent. A l'exèrcit finlandès hi ha un grau de tinent superior que se situa per sobre de tinent i segon tinent però per sota de capità; no té un equivalent en anglès. A Alemanya es diu Oberleutnant (tinent major).

### Grau de l'exèrcit
Convencionalment, els exèrcits i altres serveis o branques que utilitzen títols de rang d'estil militar tenen dos graus de tinent, però uns quants també utilitzen un tercer rang, més júnior. Històricament, el "tinent" era el diputat d'un "capità", i a mesura que l'estructura de rang dels exèrcits es va començar a formalitzar, això va arribar a significar que un capità comandava una companyia i tenia diversos lloctinents, cadascun comandant una patrulla  Allà on hi havia més oficials subalterns emprats com a adjunts del tinent, tenien molts noms, inclosos el segon tinent, el subtinent, l'alferes i el cornet . Algunes parts de l'exèrcit britànic, inclosa la Royal Artillery, els Royal Engineers i els regiments de fusellers, van utilitzar el primer tinent i el segon tinent fins a finals del segle xix, i alguns regiments de l'exèrcit britànic encara conserven el cornet com a alternativa oficial al segon tinent.

Hi ha una gran variació en les insígnies utilitzades a tot el món. A la majoria de països de parla anglesa i àrab, així com en diverses nacions europees i sud-americanes, els tinents (i equivalents) solen portar dues estrelles (pips) i els segons tinents (i equivalents) una. Un exemple d'excepció són els Estats Units, les forces armades dels quals distingeixen els seus rangs de tinent amb una barra de plata per al primer tinent i una d'or per al segon tinent.

Lieutenant ملازم أول (Forces de Terra d'Algèria)[1]
Tenente (Exèrcit d'Angola)[2]
Teniente (Exèrcit argentí)[3]
լեյտենանտ Leytenant (Forces terrestres armènies)[4]
Lieutenant (Exèrcit australià)[5]
Leutnant (Exèrcit austríac)[6]
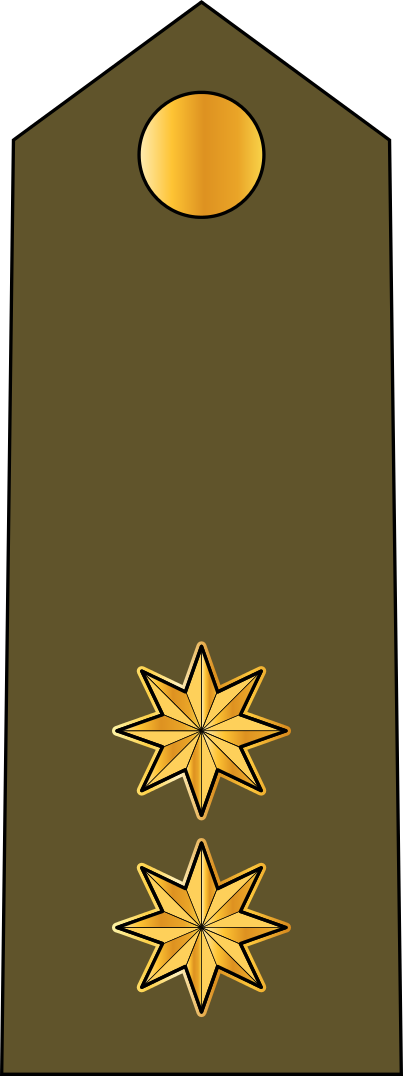
Leytenant (Exèrcit de l'Azerbaidjan)
Lieutenant bengalí: লেফটেন্যান্ট (Exèrcit de Bangla Desh)[8]
Лейтэнант Liejtenant (Forces terrestres bielorusses)[9]
Lieutenant (Component de terra belga)
Lieutenant (Força de Defensa de Belize)
Lieutenant (Exèrcit de Benín)[10]
Teniente (Exèrcit de bolivià)[11]
Lieutenant (Reial Exèrcit de Bhutan)[12]
Leftenan (Forces Armades de Burkina Faso)[13]
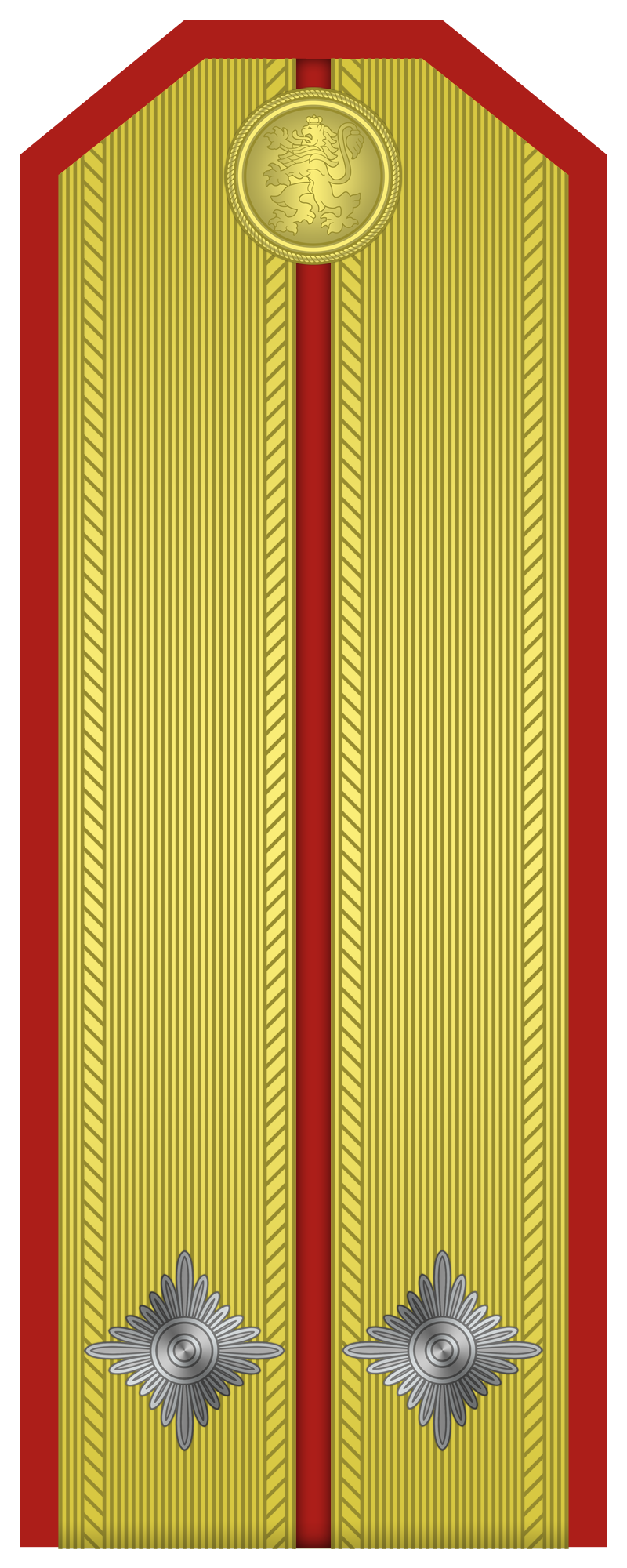
Лейтенант Leytenant (Forces Terrestres de Bulgària)
Lieutenant (Forces Armades de Burkina Faso)[15]
Lieutenant Kirundi: Riyetena (Força de Defensa Nacional de Burundi)[16]
Lieutenant Lieutenant (Exèrcit Canadenc)[17]
Tenente (Forces Armades Capverdianes)[18]
Lieutenant (Forces Armades de la República Centreafricana)
Lieutenant (Forces Terrestres de Txad)
Teniente (Exèrcit de Xile)[19]
Teniente (Exèrcit Nacional de Colòmbia)[20]
Lieutenant (Exèrcit Nacional de Comores)
Lieutenant (Forces Armades de la República del Congo)
Lieutenant (Forces Armades de la República del Congo)[21]
Teniente (Exèrcit Revolucionari de Cuba)[22]
Løjtnant (Exèrcit Reial de Dinamarca)[23]
Lieutenant (Exèrcit de Djibouti)
Teniente (Exèrcit de l'Equador)[24]
Teniente (Exèrcit d'El Salvador)[25]
Teniente (Forces Armades de Guinea Equatorial)
Leitnant (Exèrcit d'Estònia)[26]
Lieutenant (Regiment d'Infanteria de Fiji)
Luutnantti Löjtnant (Exèrcit finlandès)[27]
Lieutenant (Exèrcit de Terra francès)[28]
Lieutenant (Forces Armades del Gabon)
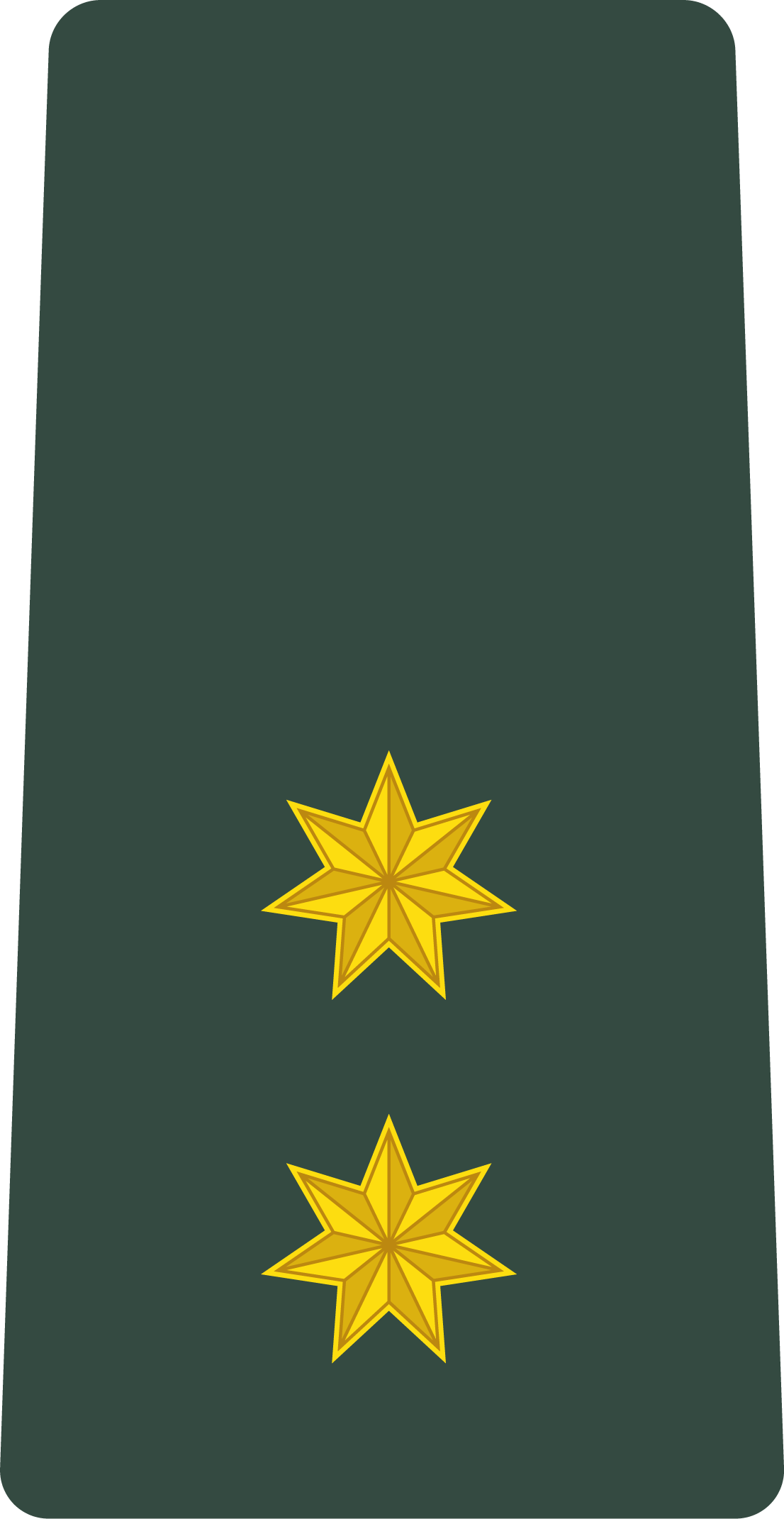
ლეიტენანტი Leit’enant’i (Forces terrestres de Geòrgia)
Leutnant (Exèrcit alemany)[30]
Lieutenant (Exèrcit de Ghana)
Teniente (Forces Armades de Guatemala)[31]
Lieutenant (Forces Armades de la República de Guinea)
Lieutenant (Força de Defensa de Guyana)[32]
Lieutenant (Forces Armades d'Haití)
Teniente (Exèrcit d'Hondures)[33]
Lieutenant hindi: लेफ्टिनेंट (Exèrcit de l'Índia)[34]
Lieutenant gal·lès: Leifteanant (Exèrcit irlandès)[35]
Tenente (Exèrcit Italià)[36]
Lieutenant (Força de Defensa de Jamaica)[37]
Лейтенант Leytenant (Forces terrestres kazakhes)[38]
Lieutenant (Exèrcit de Kenya)[39]
Лейтенант Leytenant (Exèrcit kirguís)[40]
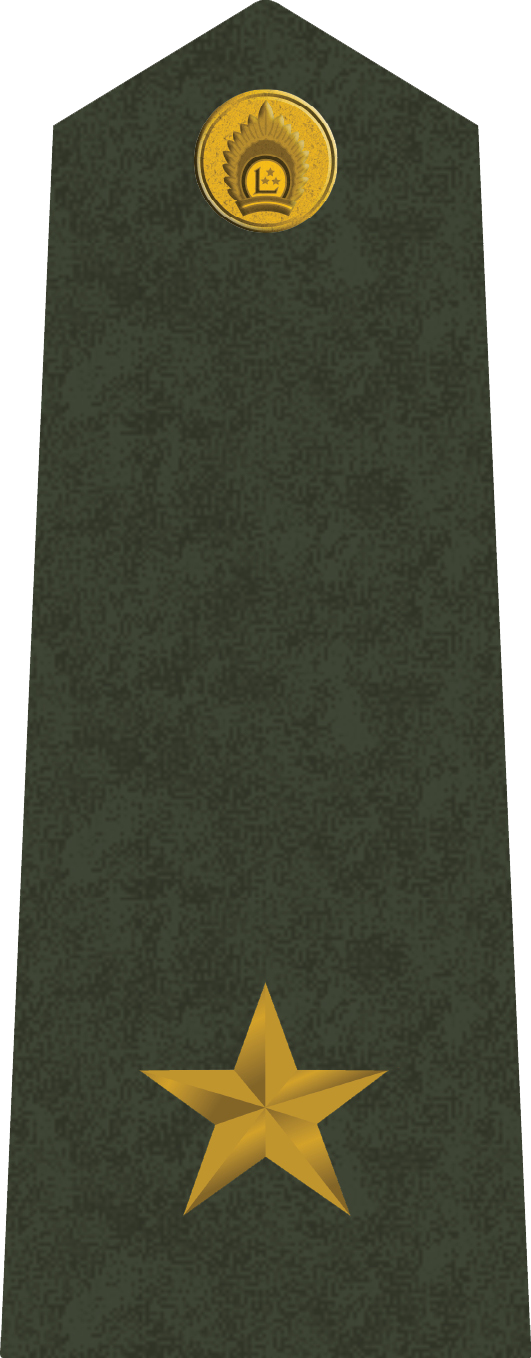
Leitnants (Forces terrestres de Letònia)
Leitenantas (Força Terrestre Lituana)[42]
Lieutenant (Forces Armades de Luxemburg)[43]
Lieutenant (Forces Armades de Madagascar)[44]
Lieutenant (Força de Defensa de Malawi)
Logutenent (Forces Armades de Malta)[45]
Leftenan (Exèrcit de Malàisia)[46]
Lieutenant (Forces Armades de Mali)[47]
Teniente (Exèrcit de Mèxic)[48]
Locotenent (Forces terrestres de Moldàvia)[49]
Lieutenant (Forces Armades de Mònaco)
Lieutenant (Reial Exèrcit del Marroc)
Tenente (Forces Armades de Defensa de Moçambic)
Lieutenant (Exèrcit de Namíbia)
Lieutenant nepalès: उपसेनानी, romanitzat: Upasēnānī (Exèrcit de Nepal)[50]
Lieutenant (Exèrcit de Nova Zelanda)[51]
Teniente (Forces Armades de Nicaragua)[52]
Lieutenant (Forces armades del Níger)
Lieutenant لیفٹنینٹ (Exèrcit del Pakistan)[53]
Teniente (Exèrcit paraguaià)[54]
Teniente (Exèrcit del Perú)[55]
Tenente (Exèrcit portuguès)[56]
Locotenent (Forces Terrestres de Romania)[57]
Лейтенант Leytenant (Forces terrestres russes)[58]
Lieutenant (Forces Ruandeses de Defensa)[59]
Lieutenant (SKN Regiment)[60]
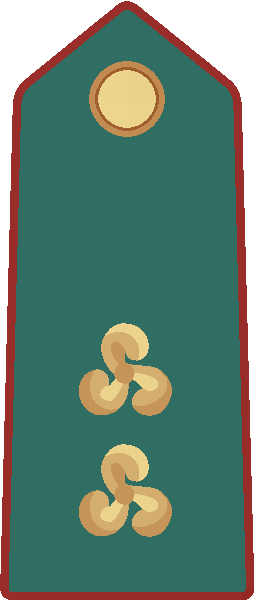
Tenente (Forces Armades Sammarineses)
Tenente (Forces Armades de São Tomé i Príncipe)
Lieutenant (Forces Armades del Senegal)
Lieutenant (Força de Defensa Popular de les Seychelles)[61]
Lieutenant (Exèrcit de Singapur)[62]
Lieutenant (Exèrcit sud-africà)[63]
Teniente (Exèrcit de Terra espanyol)[64]
Lieutenant (Exèrcit de Sri Lanka)[65]
Löjtnant (Exèrcit suec)[66]
Leutnant (Forces Armades Suïsses)[67]
Лейтенант Lejtenant (Forces Terrestres Tadjiks)[68]
Lieutenant Luteni (Força de Defensa Popular de Tanzània)
Tenente (Força de Defensa de Timor-Leste)
Lieutenant (Forces Armades Togoleses)[69]
Lieutenant (Forces Armades de Sa Majestat (Tonga))[70]
Lieutenant (Regiment de Trinitat i Tobago)[71]
Leýtenant (Forces Terrestres Turcman)[72]
Lieutenant (Força de Defensa Popular d'Uganda)[73]
Лейтенант Leitenant (Forces terrestres d'Ucraïna)[74]
Lieutenant (Tinent (Exèrcit Britànic i Royal Marines))[75]
Leutnant (Guàrdia suïssa)[76]
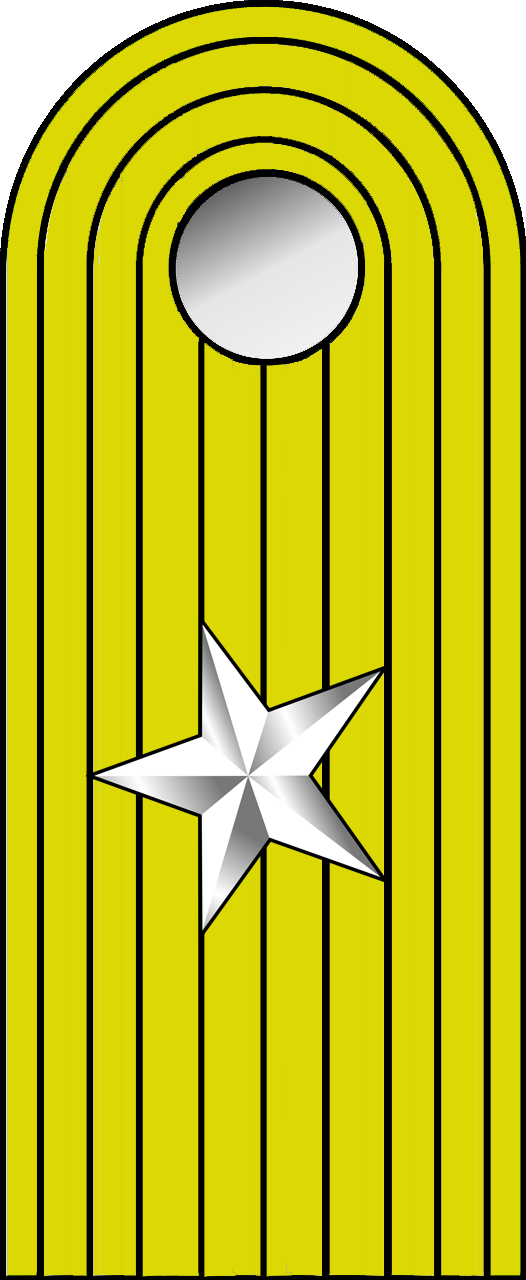
Teniente (Exèrcit Bolivariano de Veneçuela)
Leytenant (Forces terrestres uzbeques)[78]
Lieutenant (Exèrcit Nacional de Zimbàbue)

### Grau mariner
El Cos de Marines dels Estats Units i els Royal Marines britànics utilitzen rangs de l'exèrcit, mentre que moltes forces marines del bloc oriental conserven l'estructura de rang naval. Abans de 1999 els Royal Marines gaudien de la mateixa estructura de rang que l'exèrcit, però amb un grau superior; per tant, un capità de la Royal Marine va ser classificat i va rebre el mateix pagament que un major de l'exèrcit britànic. Aquesta resta històrica va provocar una confusió creixent en les operacions multinacionals i va ser abolida.

Teniente  ( Infanteria Naval Colombiana )[80]
ލެފްޓިނަންޓް Leftinant  ( Cos de Marines de Maldives )[81]
Teniente  ( Infanteria de Marina espanyola )[82]
Löjtnant  ( Cos amfibi suec )[83]
Lieutenant  ( Royal Marines )[84]

### Grau de la força aèria
Mentre que algunes forces aèries utilitzen el sistema de rang de l'exèrcit, la Royal Air Force britànica i moltes altres forces aèries de la Commonwealth utilitzen un altre sistema de rang en el qual el tinent de vol es classifica amb un capità de l'exèrcit i un tinent naval, un oficial de vol amb un tinent de l'exèrcit i un pilot oficial amb un segon tinent de l'exèrcit.

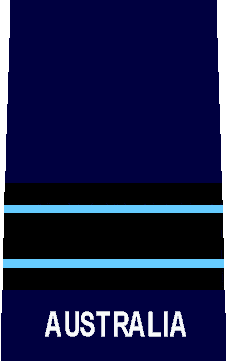
Flight lieutenant  (Reial Força Aèria Australiana)
Lieutenant  (Royal Canadian Air Force)
Flight lieutenant  (Força Aèria Índia)
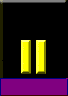
Teniente  (Força Aèria Mexicana)
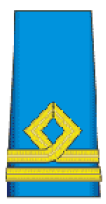
Locotenent  (Força Aèria Romanesa)
Lieutenant  (Força Aèria Sud-africana)
Teniente  (Força Aèria Espanyola)
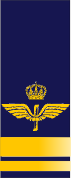
Löjtnant  (Força Aèria Sueca)
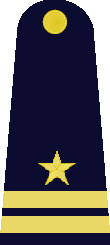
Flight lieutenant  (Força Aèria Reial Tailandesa)
Flight lieutenant  (Royal Air Force)

A la Força Aèria dels EUA, el Programa de Tercer Tinent es refereix específicament a un programa d'entrenament a les bases de la força aèria en servei actiu per a cadets de l'Acadèmia de la Força Aèria i el ROTC de la Força Aèria l'estiu abans del seu quart i últim any abans de la graduació i la posada en servei. Per designar aquest rang s'utilitza un sol punt de plata o suau.
La Royal Air Force també té una designació d'oficial pilot en funcions, el grau més jove de les forces armades britàniques. Funcionalment és equivalent a tercer tinent.

### Grau naval
Durant els primers dies de la graduació naval, un tinent podria ser realment molt jove, o podria estar a punt d'ascens a capità; segons els estàndards moderns, podria situar-se amb qualsevol rang de l'exèrcit entre segon tinent i tinent coronel. A mesura que l'estructura de rangs de les marines s'estabilitzava i es van introduir els rangs de comandant, tinent comandant i subtinent, el tinent naval va arribar a rang amb un capità de l'exèrcit (OTAN OF-2 o US O-3).

La insígnia d'un tinent en moltes marines, inclosa la Royal Navy, consisteix en dues franges mitjanes de trenes d'or (banda superior amb bucle) sobre un fons blau marí o negre. A la marina de Myanmar, són subtinents amb la insígnia de 2 estrelles d'or. Aquest patró va ser copiat per la Marina dels Estats Units i diverses Forces Aèries per als seus graus equivalents, excepte que el bucle s'elimina (vegeu tinent de vol ).

França
Grècia
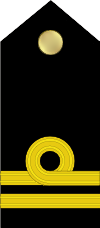
Índia
Filipines (tinent sènior)
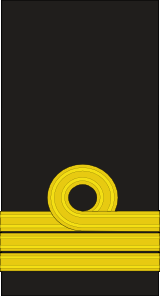
Portugal
Rússia
Estats Units
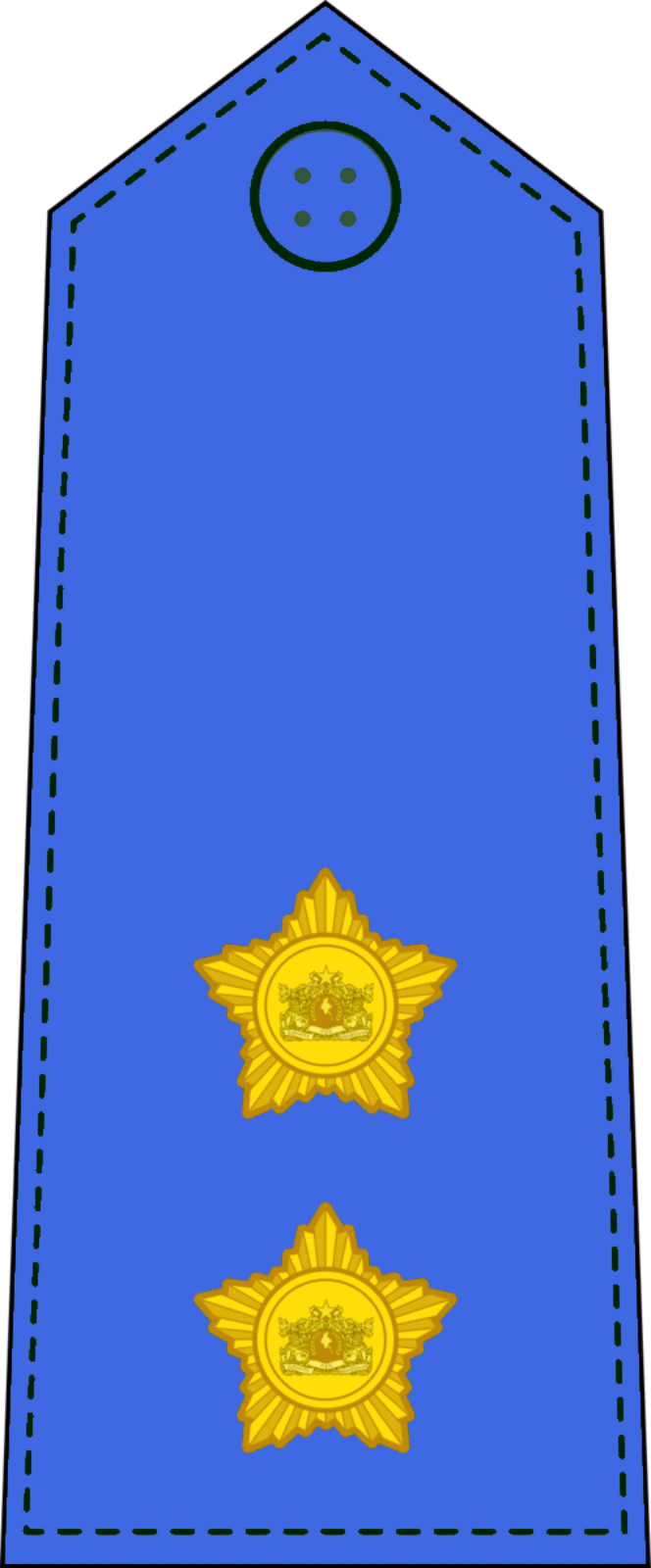
Myanmar

### Tinent comandant
Els tinents eren comunament posats al comandament de vaixells més petits que no garanteixen un comandant o capità: aquest tinent era anomenat "tinent comandant" o "tinent comandant" a la Marina dels Estats Units, i "tinent al comandament" o "tinent i comandant" a la Royal Navy. L'USN es va establir per "tinent comandant" el 1862, i el va convertir en un rang diferent; la Royal Navy va seguir el mateix el març de 1914. La insígnia d'una franja addicional de mig gruix entre les dues franges completes d'un tinent es va introduir el 1877 per a un tinent de la Royal Navy de vuit anys d'antiguitat, i s'utilitzava per als tinents comandants després de la introducció del seu grau.

### "Primer Tinent" en ús naval
El primer tinent de la Royal Navy i d'altres marines de la Commonwealth, és un càrrec o nomenament, més que un rang. Històricament, els tinents d'un vaixell estaven classificats d'acord amb l'antiguitat, i els més antics s'anomenaven "primer tinent" i actuaven com a segon al comandament . Tot i que els tinents ja no estan numerats per antiguitat, es manté el lloc de «tinent primer». En els vaixells de guerra menors, els destructors i les fragates el primer tinent (ja sigui un tinent o un tinent-comandant) és el segon al comandament, l'oficial executiu (XO) i el cap del poder executiu; en vaixells més grans on un comandant de l'especialització de guerra és nomenat com a oficial executiu, un primer tinent (normalment un tinent-comandant) és nomenat com el seu adjunt. El lloc de primer tinent en un establiment de terra té una responsabilitat similar a la del primer tinent d'un vaixell capital .

## El tinent en diversos exèrcits, avui

### Espanya
A Espanya, el tinent està entre el capità i l'alferes. L'equivalent a l'armada és l'alferes de navili. El grau es representa per dues estrelles de sis puntes grogues sobre fons caqui/verd (Exèrcit de Terra). O per dues estrelles de sis puntes grogues sobre fons blau (Exèrcit de l'Aire).
El militar que ocupa el càrrec de tinent a Espanya pot pertànyer a l'Escala d'Oficials o a l'Escala Superior d'Oficials. A la primera s'accedeix després de tres anys d'Acadèmia, amb la qual cosa s'adquireix una titulació equivalent a la de Diplomat Universitari, i a la segona, després de cinc anys d'Acadèmia, amb la qual cosa la titulació és equivalent a Llicenciat Universitari.

### França
A França, el grau de tinent (lieutenant) és el tercer dels oficials subalterns. La seva divisa és composta de dos galons: .
En l'Armada (Marine nationale), es correspon amb el grau d'ensenya de navili (enseigne de vaisseau) de primera classe.
Com a cas peculiar, i per supervivència històrica, l'apel·lació oral "mon lieutenant" es pot utilitzar en adreçar-se a un ajudant en cap de blindats (tradicionalment de cavalleria).
Habitualment, el tinent de l'exèrcit francès és cap de secció o de pelotó. Comanda una trentena d'homes, i té com a adjunt bé un aspirant, bé un ajudant; a voltes un sergent en cap amb antiguitat.

### Itàlia
A les Forces Armades italianes, la divisa del tinent (tenente) varia segons l'exèrcit. En l'Exèrcit Italià, en els Carabinieri i en la Guardia di Finanza és constituït de dos estels (stellette). En l'Exèrcit de l'Aire (Aeronautica Militare), la divisa consta d'una losange i d'un binario.

A l'Armada (Marina Militare), el grau equivalent al de tinent és el de sotstinent de navili (sottotenente di vascello); la seva divisa consta d'un giro di bitta i d'un binario.

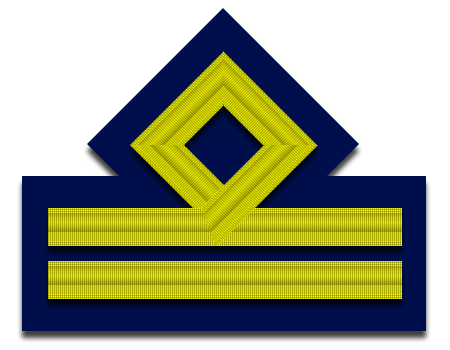
Divisa de bocamàniga de tinent, Aeronautica Militare Italiana
Divisa de musclera de tinent de Carabinieri
Divisa de musclera de tinent de l'Exèrcit Italià
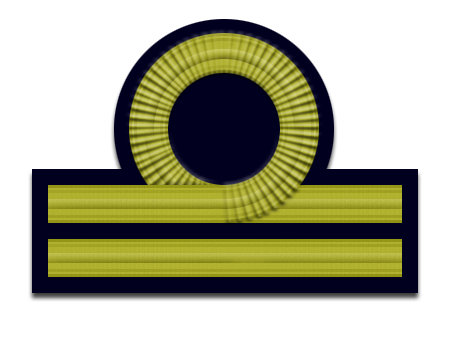
Divisa de bocamàniga de sotstinent de navili de la Marina Militare Italiana

## Altres usos

### Grau de policia

#### França i la Unió Francesa
El primer tinent de policia francès, Gabriel Nicolas de la Reynie, va ser nomenat a París per Lluís XIV el 15 de març de 1667 per comandar una força de policia reformada. Més tard va ser elevat a tinent general de policia . Al segle XVII, el terme "tinent" corresponia a "diputat" (és a dir, una persona designada per dur a terme una tasca). La Reynie era el diputat per a les funcions policials del prebost de París, el representant cerimonial del rei a París. L'any 1995 es va introduir el grau de tinent a la Policia Nacional de França com a primer grau de l'escala de policies.

#### Cossos policials del Regne Unit i de la Commonwealth
El grau de tinent s'utilitzava antigament en àrees fora de la Policia Metropolitana. L'adopció de rangs estandarditzats a tot el Regne Unit ha eliminat el seu ús. Una sèrie de cossos policials de ciutats i burges a Escòcia van utilitzar el rang de tinent (i tinent detectiu) entre inspector i superintendent des de 1812 fins a 1948. Va ser substituït pel rang d'inspector en cap. La Royal Newfoundland Constabulary (fundada el 1871) va tenir el rang de tinent entre sergent i inspector fins al 1997. A Austràlia, el primer cos de policia de Queensland (fundat el 1864) tenia segons tinents i tinents entre els rangs de sergent i inspector general.

#### Forces policials dels Estats Units
El rang de tinent de policia s'utilitza a la majoria dels departaments de policia mitjans o grans dels Estats Units, on és un rang per sobre de sergent i dos rangs per sobre d'un oficial de policia normal (tres en departaments amb rang de caporal). És aproximadament equivalent a un inspector de les forces policials britàniques i canadenques. La funció habitual d'un tinent és dur a terme tasques administratives i assistir als comandants del recinte (normalment un capità, o de vegades els caps de la policia local). En els departaments de policia més petits, poden comandar un recinte. Els tinents o bé manen una vigilància (torn de vuit hores) d'oficials regulars o una unitat especial per a operacions o investigacions (com un equip de robatoris i homicidis). La insígnia de rang típica per a un tinent és una única barra de plata (com la d'un primer tinent de l'exèrcit o del cos de marines) o una única barra d'or (com la d'un segon tinent de l'exèrcit o del cos de marines). Alguns departaments de policia van dividir el grau de tinent en dos graus separats.

#### Altres nacions

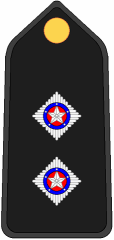
1r Tinent  (Policia Militar (Brasil))
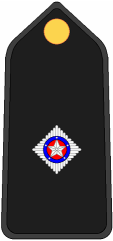
2n Tinent  (Policia Militar (Brasil))
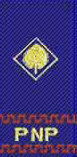
Tinent de policia  (Policia Nacional de Filipines)
Tenente  (Guàrdia Nacional Republicana Portuguesa)
Teniente  (Guàrdia Civil espanyola)
Tinent de policia  (Policia Nacional d'Ucraïna)
Primer tinent de la policia dels EUA  (Lignes de policia dels Estats Units)
2n Tinent de la Policia dels EUA  (Lignes de policia dels Estats Units )
Лейтенант полиции ( Leytenant politsii )   (Policia de Rússia)

### Grau dels serveis de bombers

#### Singapur
A la Força de Defensa Civil de Singapur, el grau de tinent (LTA) és el segon rang més baix comissionat. La insígnia de rang de LTA és de dos punts.